# Llista de comtats d'Espanya
En l'actualitat existeixen 929 comtats a Espanya, 102 titulars dels quals són Grans d'Espanya.
| Índex A B C D E F G H I J K L M N O P R S T U V W X Y Z |

## A
- Comtat d'Abásolo
- Comtat d'Ablitas
- Comtat de los Acevedos
- Comtat d'Adanero
- Comtat d'Aguiar
- Comtat del Águila
- Comtat d'Aguilar
- Comtat d'Agüera
- Comtat d'Aguilar de Inestrillas
- Comtat d'Alacha
- Comtat d'Alastaya
- Comtat d'Alba de Liste
- Comtat d'Alba Real
- Comtat d'Alba Real de Tajo
- Comtat d'Alba de Yeltes
- Comtat d'Albalat
- Comtat d'Albatera
- Comtat d'Albay
- Comtat d'Albercon
- Comtat d'Albiz
- Comtat d'Albox
- Comtat d'Alcaudete
- Comtat de l'Alcázar de Toledo
- Comtat d'Alcolea de Torote
- Comtat d'Alcoutim
- Comtat d'Alcubierre
- Comtat de l'Alcúdia (de 1645)
- Comtat d'Alcudia (de 1663)
- Comtat d'Aldaz
- Comtat de l'Algaida
- Comtat de los Alixares
- Comtat d'Almaraz
- Comtat d'Almenara
- Comtat de las Almenas
- Comtat de l'Almina
- Comtat d'Almodóvar
- Comtat de l'Almudena
- Comtat d'Altamira
- Comtat d'Altea
- Comtat d'Amaranre
- Comtat de las Amayuelas
- Comtat d'Ampudia
- Comtat d'Empúries
- Comtat de los Andes
- Comtat d'Andino
- Comtat d'Andrade
- Comtat d'Anglès
- Comtat d'Anna
- Comtat d'Aranda
- Comtat d'Arbelaiz
- Comtat de l'Arco
- Comtat d'Arcos
- Comtat de los Arcos
- Comtat d'Arteche
- Comtat d'Atares
- Comtat d'Antillón
- Comtat d'Añorga
- Comtat d'Añover de Tormes
- Comtat d'Aramayona
- Comtat d'Aranda
- Comtat d'Albelaiz
- Comtat d'Arcentales
- Comtat d'Ardales del Río
- Comtat de los Arenales
- Comtat d'Areny
- Comtat d'Aresti
- Comtat d'Arguillo
- Comtat d'Armildez de Toledo
- Comtat d'Arruga
- Comtat d'Artaza
- Comtat d'Arteche
- Comtat d'Arzarcóllar
- Comtat de l'Asalto
- Comtat d'Asmir
- Comtat de las Atalayas
- Comtat d'Atares
- Comtat d'Autol
- Comtat d'Ayala
- Comtat d'Ayamans
- Comtat d'Ayanz
- Comtat d'Aybar

## B
- Comtat de Badarán
- Comtat de Bailén
- Comtat de Balazote
- Comtat de Belascoaín
- Comtat de Baños
- Comtat de Barajas
- Comtat de Barcelona
- Comtat de las Bárcenas
- Comtat de Bau
- Comtat de Belchite
- Comtat de Belloch
- Comtat de Berlanga de Duero
- Comtat de Bilbao
- Comtat de Boada
- Comtat de Bornos
- Comtat de Buelna
- Comtat de Buendía
- Comtat de Bunyol
- Comtat de Bureta
- Comtat del Burgo de Lavezaro

## C
- Comtat de las Cabezuelas
- Comtat de Cabra
- Comtat de la Camorra
- Comtat de Campo d'Alange
- Comtat de Campo-Espina
- Comtat de Campohermoso
- Comtat de Campomanes
- Comtat de Camposoto
- Comtat de Canimar
- Comtat del Cantón
- Comtat de la Cañada
- Comtat de Cañete del Pinar
- Comtat de Cañete de las Torres
- Comtat de Caralt
- Comtat de Cardona
- Comtat de Carlet
- Comtat de Cartago
- Comtat de Carvajal
- Comtat de Casa-Galindo
- Comtat de Casa Miranda
- Comtat de Casa Muñoz
- Comtat de Casa Real de la Moneda
- Comtat de Casa Saavedra
- Comtat de Casa Barreto
- Comtat de Casa-Valencia
- Comtat de Casarrubios del Monte
- Comtat de Caspe
- Comtat de Castañeda
- Comtat de Castellar de la Frontera
- Comtat de Castelo
- Comtat de Castillejo
- Comtat de Castillo
- Comtat de Castillo de Centellas
- Comtat del Castillo de Cuba
- Comtat de Castillo Fiel
- Comtat del Castillo de la Mota
- Comtat de Castillo de Tajo
- Comtat de Castilnovo
- Comtat de Castrillo
- Comtat de Cervellón
- Comtat de Cervera
- Comtat de Cocentaina
- Comtat de Colomera
- Comtat de los Corbos
- Comtat de Cheles
- Comtat de Chinchón
- Comtat de Churruca
- Comtat de Cifuentes
- Comtat del Cid
- Comtat de la Cierva
- Comtat de la Cimera
- Comtat de Claramunt
- Comtat de Clavijo
- Comtat de Clonard
- Comtat de Coello de Portugal
- Comtat de Conquista
- Comtat de la Conquesta de les illes Batanes
- Comtat de Coruña
- Comtat de la Corzana
- Comtat de Covadonga
- Comtat de Cumbre Hermosa

## D
- Comtat de Daoíz
- Comtat de Deleytosa
- Comtat de la Diana
- Comtat de Du-Quesne
- Comtat de Dulce de So

## E
- Comtat d'Echauz
- Comtat d'Echeverría de Legazpia
- Comtat d'Egara
- Comtat d'Elda
- Comtat d'El Abra
- Comtat d'Eril
- Comtat d'Erice
- Comtat d'Esparreguera
- Comtat d'España
- Comtat d'Espoz y Mina
- Comtat d'Ezpeleta de Veire

## F
- Comtat de Fenosa
- Comtat de Fernandina
- Comtat de Floridablanca
- Comtat de Fontao
- Comtat de Foxá
- Comtat de Frigiliana
- Comtat de Fuenclara
- Comtat de Fuensalida
- Comtat de Fuente el Salce
- Comtat de Fuentes de Valdepero
- Comtat de Fuentidueña
- Comtat de Fuerteventura

## G
- Comtat de los Gaitanes
- Comtat de Galve
- Comtat de Garcinarro
- Comtat de Garvey
- Comtat de Gavia
- Comtat de Gelves
- Comtat de Glimes
- Comtat de Godó
- Comtat de la Gomera
- Comtat de Gondomar
- Comtat de Gracia
- Comtat de Gracia Real
- Comtat de Gracia Real
- Comtat de Grajal
- Comtat de Granja de Rocamora
- Comtat del Grove
- Comtat del Guadalhorce
- Comtat de Guadiana
- Comtat de Guaqui
- Comtat de Güell
- Comtat de Güemes
- Comtat de Guendulain
- Comtat de Guevara

## H
- Comtat d'Haro
- Comtat d'Heredia Spinola
- Comtat d'Hervías
- Comtat d'Hoces
- Comtat d'Huelma
- Comtat d'Humanes

## I
- Comtat de las Infantas
- Comtat d'Iturmendi

## J
- Comtat del Jarama
- Comtat de Jayena

## L
- Comtat de Labajos
- Comtat de Lalaing
- Comtat de la Laguna de Chanchacalle
- Comtat de Lebrija
- Comtat de Lemos
- Comtat de Lerín
- Comtat de Lersundi
- Comtat de Llobregat
- Comtat de Las Lagunas
- Comtat de los Llanos
- Comtat de Lucena
- Comtat de Luzárraga

## M
- Comtat de Maceda
- Comtat de Maeztu
- Comtat de Martín Moreno
- Comtat de Maule
- Comtat de Mejorada del Campo
- Comtat de Miranda del Castañar
- Comtat de Mirasol
- Comtat de Mollina
- Comtat de la Monclova
- Comtat de Monteblanco
- Comtat de Monterrey
- Comtat de Montijo
- Comtat de Montseny
- Comtat de Montornes
- Comtat de Monzón
- Comtat de Mora
- Comtat de Morella
- Comtat de Moriana de Río
- Comtat de Moriles
- Comtat de Motrico
- Comtat de Múnter
- Comtat de Murillo

## N
- Comtat de Niebla
- Comtat de Noreña
- Comtat de Noroña

## O
- Comtat d'Odiel
- Comtat d'Olmos
- Comtat d'Oñate
- Comtat d'Orgaz
- Comtat d'Oria
- Comtat d'Oropesa
- Comtat d'Osona
- Comtat d'Osorno

## P
- Comtat de Palma del Río
- Comtat del Palmar
- Comtat de Pallasar
- Comtat de Paredes de Nava
- Comtat de Peñalba de Valenzuela
- Comtat de Peñaranda de Bracamonte
- Comtat de Peñón de la Vega
- Comtat de Perelada
- Comtat de Pinomontano
- Comtat de Plasencia
- Comtat de la Playa d'Ixdain
- Comtat de Poblaciones
- Comtat de Polentinos
- Comtat de Portillo
- Comtat de Pozo Ancho del Rey
- Comtat de Pradera
- Comtat de Priego
- Comtat de Priegue
- Comtat de Puebla del Maestre
- Comtat del Puente
- Comtat de Puerto Hermoso
- Comtat de Puñonrostro

## Q
- Comtat de Quinta Alegre
- Comtat de Quintanilla

## R
- Comtat del Real
- Comtat de Regla
- Comtat de Reus
- Comtat de Revilla Gigedo
- Comtat de Ribadeo
- Comtat de Ripalda
- Comtat de Riudoms
- Comtat de Rius
- Comtat de Robres
- Comtat de Rodas
- Comtat de Rodezno
- Comtat de Rodríguez d'Azero de Santa María d'Abona
- Comtat de Rodríguez de Valcárcel
- Comtat de Romanones
- Comtat de Ruiz de Castilla

## S
- Comtat de Salses
- Comtat de Salvatierra
- Comtat de Samitier
- Comtat de San Antolin de Sotillo
- Comtat de San Esteban de Gormaz
- Comtat de San Fernando de la Unión
- Comtat de San Isidro
- Comtat de San Juan de Lurigancho
- Comtat de San Luis
- Comtat de San Román
- Comtat de Santa Ana de las Torres
- Comtat de Santa Coloma
- Comtat de Santa Cruz de los Manueles
- Comtat de Santa Cruz de Mopox
- Comtat de Santa Cruz de la Sierra
- Comtat de Santa Engracia
- Comtat de Santa Gadea
- Comtat de Santa Isabel
- Comtat de Santa Inés
- Comtat de Santa Marta de Babío
- Comtat de Santa Pola
- Comtat de Santa Teresa
- Comtat de Santiago de Calimaya
- Comtat de Santibañez del Río
- Comtat de Sástago
- Comtat de Sepúlveda
- Comtat del Serrallo
- Comtat de Siete Fuentes
- Comtat de Sinarques
- Comtat de Siruela
- Comtat de la Solana
- Comtat de Superunda

## T
- Comtat de Tapia
- Comtat de Teba
- Comtat de Toreno
- Comtat de Torre-Arias
- Comtat de Torrefiel
- Comtat de Torregrossa
- Comtat de Torrejón
- Comtat de Torre Penela
- Comtat de la Torre de San Braulio
- Comtat de Torrepilares
- Comtat de Torres-Cabrera
- Comtat de Torroella de Montgri
- Comtat de Trastámara
- Comtat de Treviño

## U
- Comtat d'Urgell
- Comtat d'Urquijo

## V
- Comtat de Valdemar de Bracamonte
- Comtat de Valdeparaíso
- Comtat de Vallcabra
- Comtat del Valle de Marlés
- Comtat del Valle de Salazar
- Comtat de Vallellano
- Comtat de la Vallesa de Mandor
- Comtat de Valmaseda
- Comtat de Valverde
- Comtat de Verdu
- Comtat de Vía Manuel
- Comtat de Vilana
- Comtat de Vilches
- Comtat de Villacieros
- Comtat de Villafranqueza
- Comtat de Villagonzalo
- Comtat de Villalba
- Comtat de Villalta
- Comtat de Villada
- Comtat de Villamediana
- Comtat de Villanueva de La Barca
- Comtat de Villapadierna
- Comtat de Villapún
- Comtat de Villarreal
- Comtat de Villa Santa Ana
- Comtat de la Viñaza
- Comtat de Vistaflorida

## X
- Comtat de Xest
- Comtat de Xestalgar

## Y
- Comtat de Yuso

## Z
- Comtat de Zavellá
- Comtat de Zumalacárregui